# Ostfeste

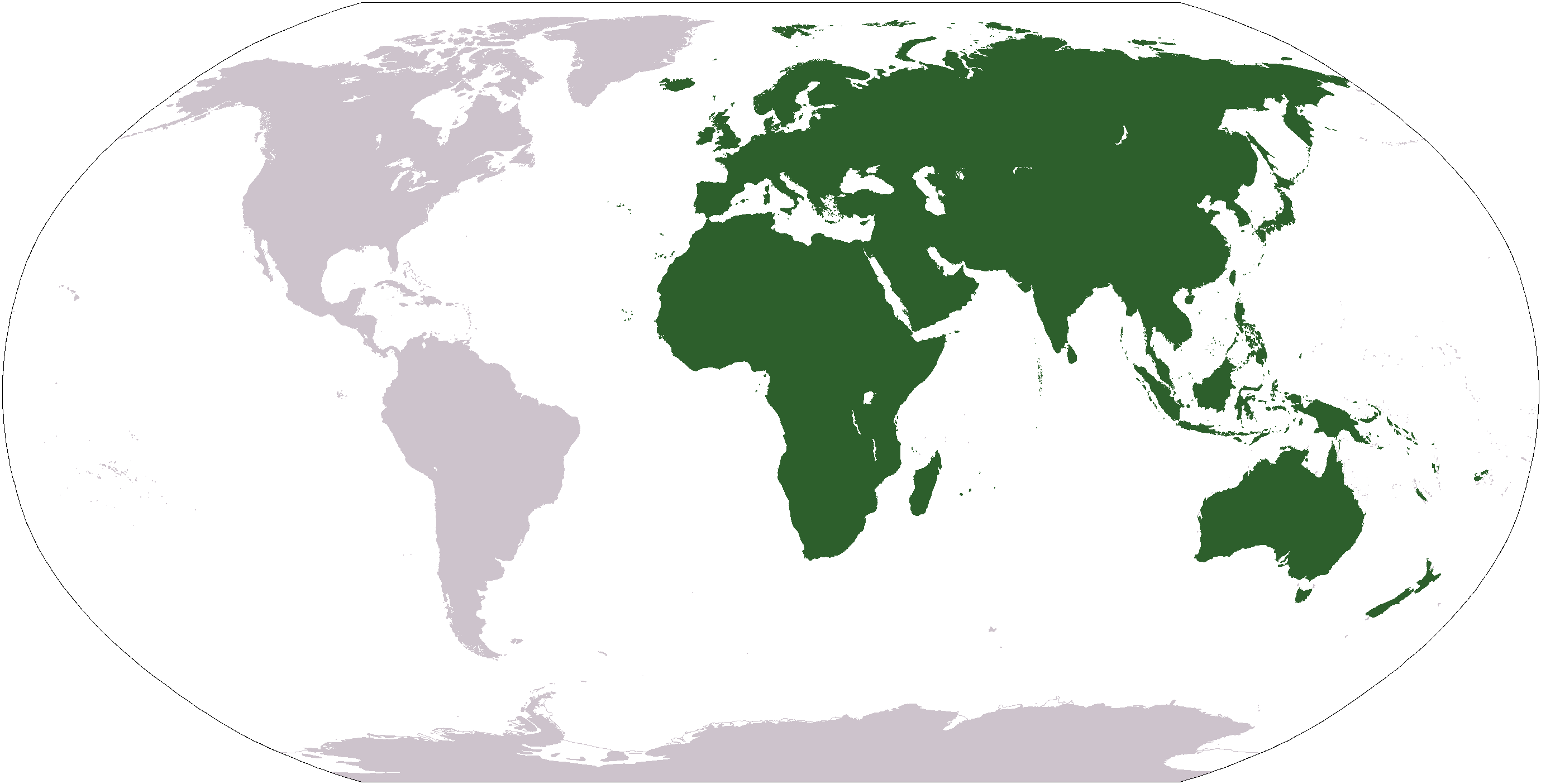
Die Ostfeste der Welt

Als Ostfeste bezeichnete man die Landmasse, die die Kontinente Europa, Asien und Afrika sowie Ozeanien umfasst. Man unterscheidet sie von der Westfeste – also dem amerikanischen Doppelkontinent. Mitunter wird Ozeanien (also Australien, Polynesien, Melanesien und Mikronesien) als von der Ostfeste unabhängige Südfeste angesehen. 
Die Kontinente der Ostfeste sind entweder miteinander verschmolzen (wie Eurasien), über Landbrücken verbunden (wie Afrika und Eurasien an der Landenge von Sues) oder nur durch schmale und flache Meeresarme getrennt (wie z. B. die Torres-Straße zwischen Australien und Neuguinea oder die Straße von Malakka zwischen Sumatra und der malaiischen Halbinsel).
Ostfeste und Westfeste liegen einander an der Beringstraße näher (etwa 85 km) als Australien und Neuguinea an der Torres-Straße (etwa 185 km). Die scheinbar große Distanz zwischen Ost- und Westfeste beruht daher vor allem auf den gängigen zweidimensionalen Weltkartendarstellungen. Deren Projektion wird meist an der Beringstraße geteilt, so dass man den Pazifik auf den linken und rechten Rand der Karte aufteilt, während der zentral gelegene Atlantik als scheinbar dominierender Ozean die Landmassen teilt. Die Begriffe Ost- und Westfeste waren noch in der Mitte des 20. Jahrhunderts in der Geographie gebräuchlich, werden heute aber nur noch selten verwendet.
Auf der Ostfeste hat sich die Ausbreitung des Menschen schon sehr viel früher abgespielt als auf der Westfeste. Da die während der Kaltzeiten bestehende Landbrücke zwischen beiden (die Beringbrücke) in einer nicht bewohnbaren Weltregion lag, wurde die Westfeste erst vor rund 15.000 Jahren von Menschen besiedelt.